# Utrechtse Heuvelrug (commune)
Pour les articles homonymes, voir Utrechtse Heuvelrug.
Utrechtse Heuvelrug est une commune néerlandaise, située en province d'Utrecht, et comptant environ 50 350 habitants (2023).

## Histoire
La commune a été créée le 1er janvier 2006 par la fusion des communes d'Amerongen, Doorn, Driebergen-Rijsenburg, Leersum et Maarn.